# Universidad de Gandía
La Universidad de Gandía fue una universidad española, de la Compañía de Jesús, fundada en 1548 que cerró en 1772 con la expulsión de los jesuitas.
Llegó a ser la primera universidad jesuita en el mundo y la única en España.

## Historia
El duque Francisco de Borja fundó la universidad gracias a la bula Copiosus in misericordia dictaminada por Paulo III del 4 de noviembre de 1547 y confirmada por el Emperador Carlos V, para más tarde donarla a la Compañía de Jesús.
En 1767 los Jesuitas fueron expulsados del territorio español, lo cual provocó la desaparición de la universidad de Gandía, que abandonada, se utilizó como casa de misericordia, para lo cual se le dotó de 50 habitaciones para familias pobres, pero luego no se hizo uso de ellas. En 1806 pasó a manos de los Escolapios, que acabaron utilizando el edificio para diversas actividades docentes.
En el momento de su cese, la universidad contaba con 32 religiosos que se dirigieron a Tarragona para posteriormente ser embarcados en el puerto de Salou con el fin de congregarse en los Estados Pontificios.

## Estudios impartidos
Hasta el momento de su cierre definitivo se impartieron en esta universidad las siguientes disciplinas:
- Artes
- Cánones
- Gramática
- Leyes
- Teología

## Personajes insignes
- Juan Andrés: catedrático de Retórica
- Baltasar Gracián:catedrático de filosofía.[8][9]
- Felipe Bertrán, doctorando[10]